# 努埃維塔斯
努埃維塔斯（Nuevitas）是古巴的港口，属卡馬圭省，始建於1818年，面積415平方公里，海拔高度20米，2004年普查人口總數為44,882人，人口密度為每平方公里108.1人。